# ホセ・デ・ウレア

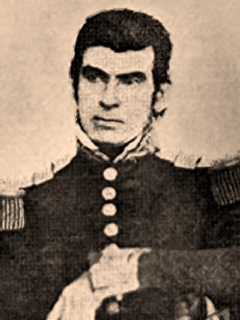
JOSE COSME URREA

ホセ・デ・ウレア（José de Urrea、またはホセ・ウレア（José Urrea）、1797年3月19日 - 1849年8月1日）は、19世紀のメキシコ共和国の将軍。ホセ・ウレアは、テキサス革命中に、アントニオ・ロペス・デ・サンタ・アナ将軍の下で戦い、ウレアの軍は戦闘中一度も負けなかった。最も著しい成功は、ジェームス・ファニンのおよそ400名の兵士が包囲され、条件の下に降伏を促されたが、ウレアのいない時に虐殺されてしまった事件、ゴリアドの虐殺が挙げられる。 

## 若年期
ウレアは、現在のアリゾナ州ツーソンに生まれたが、彼の家族ははるか南のメキシコのドゥランゴ州出身であった。

## 軍歴
1807年、ウレアは12歳でスペイン軍に入った。1824年には大尉まで昇格したが、彼は軍を辞任し民間人となった。1829年、彼は軍に再び参加したが、少尉として、デュランゴの町を解放するのを助け、彼自身はアントニオ・ロペス・デ・サンタ・アナと連携した。彼の行動によってウレアは大佐に昇進し、1835年、彼は気乗りがしないまま、サンタ・アナの軍によるメキシコのサカテカス州への攻撃に参加した。その州は、サンタ・アナの権力に表立って反乱をしていた。ウレアはこの時の手柄から准将に昇格した。

## テキサスの反乱
メキシコ領テキサスもまたサンタ・アナの連邦政府に対して反乱した時、ウレアは入植者の反乱を鎮めるために派遣された。彼はサンパトリシオの戦い、レフュジオの戦い, ゴリアドとコレトの戦いでテキサス軍を打ち負かした。これらの最後には、「ゴリアドの虐殺」としても知られる降伏したテキサス人の虐殺も含まれる。しかし捕虜の処刑は、ウレアの選択ではなく、サンタ・アナ将軍による命令であった。ウレアの一連の勝利のため、サンタ・アナはテキサスに留まり、個人的に反乱するテキサス政府を片付けることに決めた。

## 余波
サンジャシントでのサンタ・アナの軍隊の敗北は、テキサスの地からのすべてのメキシコ軍部隊の撤退命令をもたらした。ウレアは憤慨し、ビセンテ・フィリソラの軍との合流を望んだが、しかしサンタ・アナの命令に応じる以外になかった。1837年、ウレアはサンタ・アナに反旗を翻し、1838年のマサトランの戦いで交戦したが、クーデターは失敗し、彼は逮捕され拘置されることになった。少しの間、彼はメキシコのフランス軍による侵略で軍歴を復活させたが、またすぐに失敗した。米墨戦争では、ウレアは一騎馬隊を率いた。戦後すぐにコレラで死亡した。